# Сікотовський Денис Ігорович
Денис Ігорович Сікотовський (17 жовтня 1994, м. Тернопіль — березень 2022, м. Маріуполь, Донецька область) — український військовослужбовець, старший солдат полку Азов Національної гвардії України, учасник російсько-української війни. Кавалер ордена «За мужність» III ступеня (2022, посмертно), почесний громадянин міста Тернополя (2023, посмертно).

## Життєпис
Денис Сікотовський народився 17 жовтня 1994 року в місті Тернополі.
Закінчив Тернопільську середню загальноосвітню школу №11 у 2012 році.
Загинув у березні 2022 року під час жорстоких боїв за м. Маріуполь на Донеччині.

## Нагороди
- орден «За мужність» III ступеня (25 березня 2022, посмертно) — за особисту мужність і самовіддані дії, виявлені у захисті державного суверенітету та територіальної цілісності України, вірність військовій присязі, зразкове виконання службового обов’язку[2];
- почесний громадянин міста Тернополя (27 січня 2023, посмертно)[3].